# 2332 Kalm
2332 Kalm eller 1940 GH är en asteroid i huvudbältet som upptäcktes den 4 april 1940 av den finska astronomen Liisi Oterma vid Storheikkilä observatorium. Den har fått sitt namn efter den finlands svensken Pehr Kalm.
Asteroiden har en diameter på ungefär 31 kilometer.